# Syvota
Syvota (in greco Σύβοτα?, Sývota) è un ex comune della Grecia nella periferia dell'Epiro (unità periferica della Tesprozia).

## Storia
Le prime tracce umane nella regione si devono alla tribù dei Tesprozi, che vivevano in Epiro. Nell'antichità classica, la cittadina era chiamata Sybota e nel 433 a.C. nelle sue acque ebbe luogo una battaglia navale tra Corinto e Corcira.
Nel Medioevo, tra il 1204 e il 1337, tutta la regione dell'Epiro costituì il Despotato d'Epiro, inglobato a sua volta nell'Impero bizantino. Ricevette il nome di Mourtos (da cui deriva l'attale nome in albanese, Murto) durante la dominazione ottomana.
Nel 1913, dopo circa cinque secoli sotto il controllo ottomano, Syvota si unì alla Grecia come risultato delle guerre balcaniche. 
Il comune è comunque stato soppresso a seguito della riforma amministrativa, detta Programma Callicrate, in vigore dal gennaio 2011 ed è ora compreso nel comune di Igoumenitsa. Oggi, si tratta di una località meta di turismo in virtù delle sue spiagge pulite e delle sue acque cristalline.

## Popolazione
Al 2011, la popolazione di Syvota è di 875 abitanti.
| Anno        | 1895 | 1913 | 1928 | 1940 | 1951 | 1961 | 1971 | 1981 | 1991 | 2001 | 2011 |
| Popolazione | 1066 | 970  | 679  | 383  | 241  | 684  | 560  | 575  | 756  | ?    | 875  |

## Attrazioni

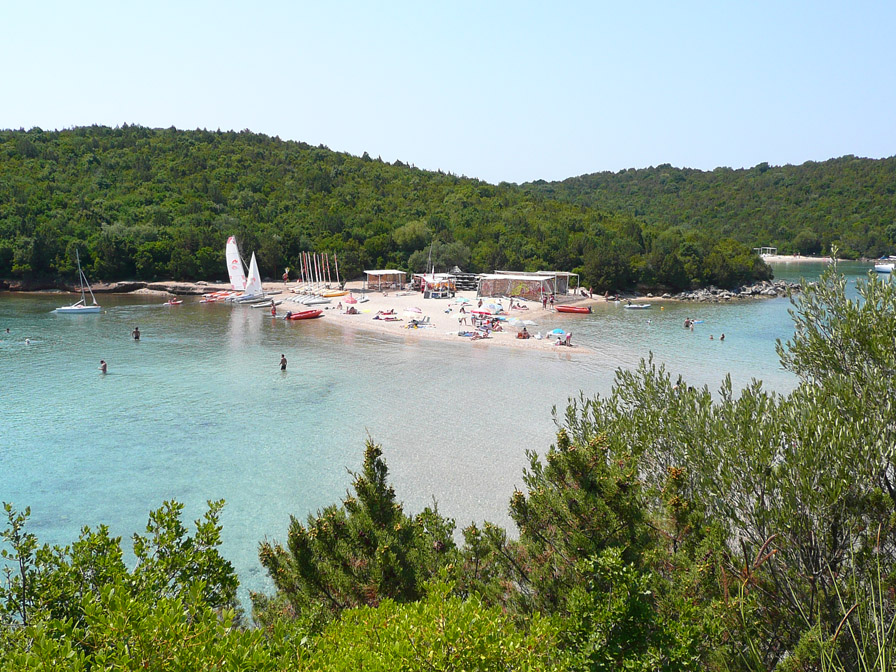
La spiaggia di Bella Vraca (Μπέλλα Βράκα)

Le principali attrazioni della zona sono il faro costruito nel 1884 sull'isoletta di Mauro Oros (Μαύρο Όρος) e l'antico insediamento di Vrachonas. Le spiagge principali sono quelle di Mega Ammos (Μεγάλη Άμμος), Mikri Ammos () e Bella Vraca (Μπέλλα Βράκα).